# Treno popolare (film)
Treno popolare è un film italiano del 1933 diretto da Raffaello Matarazzo.
Primo lungometraggio del regista, è caratterizzato da elementi di novità e realismo rispetto al cinema italiano dell'epoca, e per questo venne apprezzato dalla critica. Ebbe tuttavia una negativa accoglienza da parte del pubblico.

## Trama
(parole e musica di Nino Rota.)
È una domenica mattina alla stazione ferroviaria di Roma. Tra la folla che si accalca alla biglietteria per poter partire con un treno popolare diretto ad Orvieto v'è Giovanni, un impiegato che è finalmente riuscito a convincere la vivace collega Lina, cui fa la corte, a trascorrere con lui la giornata. Spera così di avere l'occasione per dichiararsi, anche se lei lo scoraggia in ogni modo.
In viaggio fanno conoscenza con Carlo, un intraprendente giovane che si offre come guida, affermando di conoscere benissimo Orvieto. Giovanni ne è indispettito e tenta di liberarsene ma invano, in quanto la ragazza invece gradisce la compagnia del nuovo venuto. Giunti a destinazione, i tre iniziano a visitare la città ed emerge che Carlo ne ha millantato la conoscenza solo per restare con la giovane. Ma tutti gli sforzi del goffo Giovanni per metterlo in cattiva luce e per allontanarlo non ottengono risultati ed, anzi, in qualche occasione è lui a restare escluso.
Dopo il pranzo, Carlo propone una gita in bicicletta, idea che, nonostante l'opposizione di Giovanni, viene accolta da Lina con piacere. Ben presto lei e Carlo lasciano indietro Giovanni, il quale sbaglia strada e si ritrova da solo. Arrivati sulle sponde del Fiume Paglia, i due giovani salgono su una barchetta, ma a causa di una manovra maldestra cadono in acqua. Per asciugare i vestiti fradici, Carlo e Lina li stendono sul greto e si nascondono in un capanno. Quando sopraggiunge Giovanni e vede gli abiti crede che i due siano annegati. Dopo una serie di malintesi ed una rissa con Giovanni, finalmente Carlo riesce a restare solo con Lina ed i due giovani si baciano.
Alla sera, sul treno del ritorno, lo sconsolato Giovanni medita sul fallimento dei suoi progetti. Ma proprio allora inizia a simpatizzare con Maria, una giovane che era stata invitata da un uomo anziano e poi da questo abbandonata per tutto il giorno quando lo moglie lo aveva sorpreso in compagnia della ragazza. Dopo aver vissuto una giornata di vergogna per l'imbarazzante situazione Maria accetta da Giovanni una caramella ed a fine giornata entrambi trovano un motivo per sorridere.

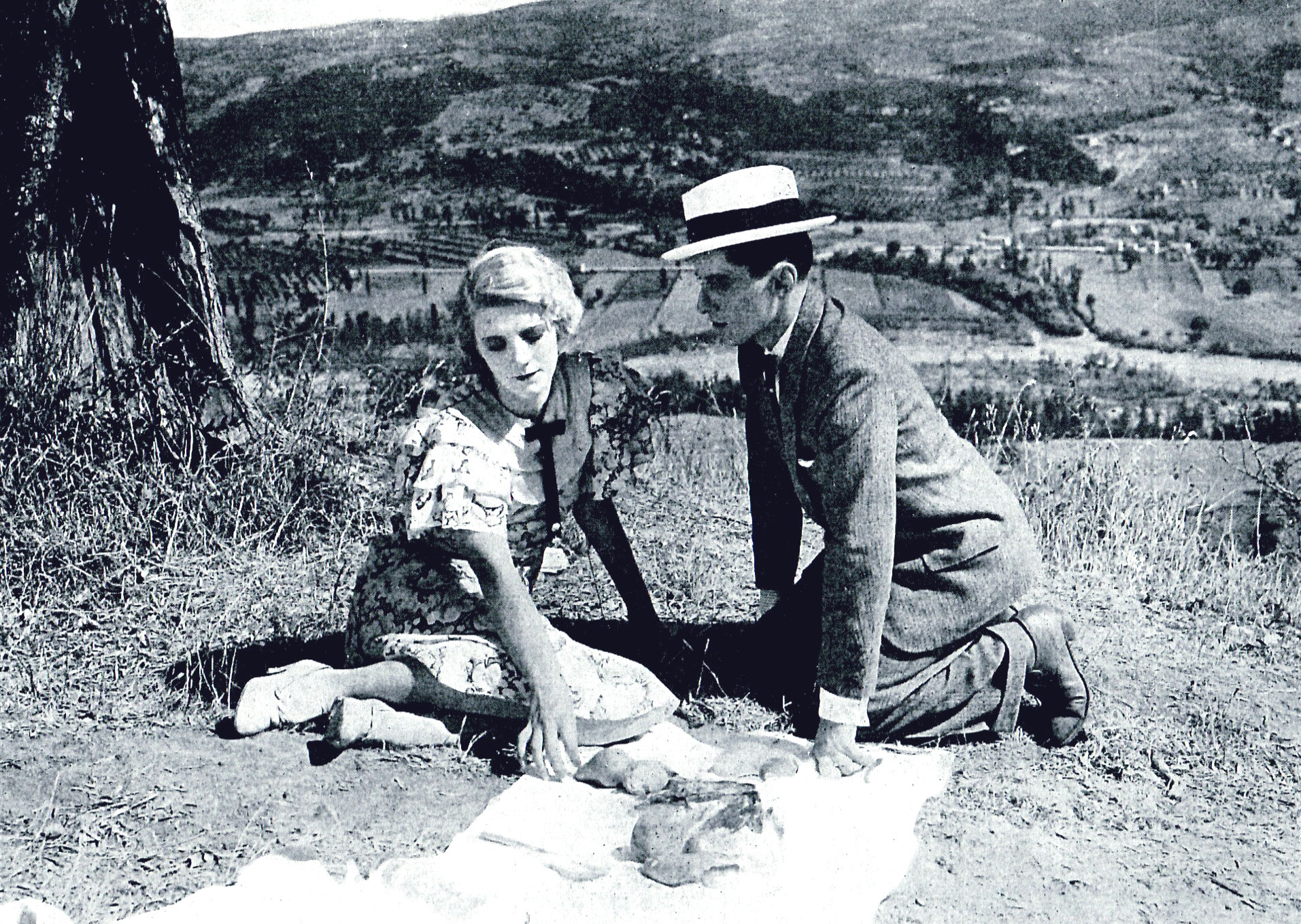
Il pic nic di Lina e Giovanni nei dintorni di Orvieto

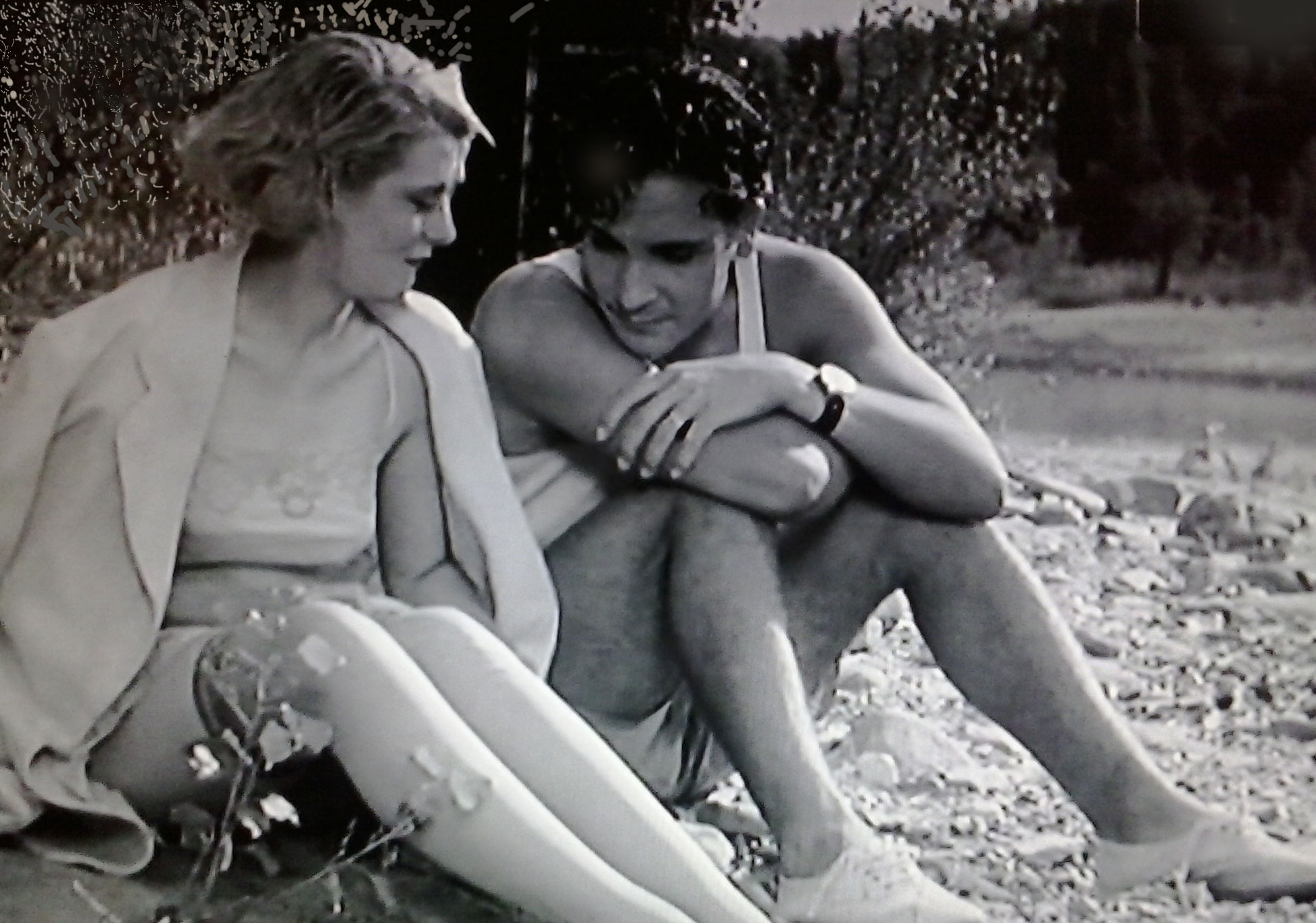
L'idillio tra Lina Gennari e Marcello Spada (Carlo) sul greto del fiume

Accanto alla vicenda principale, il film si sofferma su altri personaggi: l'anziano sorpreso nel tentativo di scappatella, sua moglie furente e sarcastica, la ragazza abbandonata ed oggetto di derisione, giovani coppie in gita, famiglie con bambini, un anziano signore azzimato alle prese con un viaggiatore maleducato, un gruppo di orvietani che ballano ad una festa campestre, a cui si uniscono anche i "cittadini" arrivati col treno.

## Produzione
Treno popolare è il primo lungometraggio di Raffaello Matarazzo, che in precedenza aveva diretto come regista soltanto due brevi documentari celebrativi delle opere del regime, benché lui affermasse poi di essere di idee antifasciste. L'idea del soggetto gli fu certamente ispirata dalle esperienze fatte durante il periodo – dal 1929 al 1932 – in cui egli ricoprì l'incarico di responsabile dell'Ufficio Stampa del Dopolavoro dell'Urbe, dato che i “treni popolari” erano organizzati proprio dall'Opera nazionale dopolavoro. Accanto al giovane regista, allora ventitreenne, è esordiente anche il co-sceneggiatore Gastone Bosio, giornalista collega di Matarazzo al quotidiano romano Il Tevere, che poi resterà per molti anni nel mondo della produzione cinematografica.
Giovani esordienti furono quasi tutti gli attori protagonisti, in particolare l'interprete femminile principale, la bolognese Lina Gennari, a quel tempo diciassettenne, e Carlo Petrangeli, proveniente dalla Accademia di Santa Cecilia, dove allora esisteva una Scuola Nazionale di Cinematografia diretta da Alessandro Blasetti, nella quale Matarazzo ricopriva il ruolo di segretario e che poi nel 1935 il regime fece confluire nel Centro Sperimentale di Cinematografia. Esordiente era anche l'autore delle musiche, l'allora ventiduenne Nino Rota che ricorderà poi di aver partecipato quasi per gioco e sbagliando i tempi della partitura.
La partecipazione di tanti giovani alla ideazione e realizzazione del film suscitò interesse e curiosità nei commentatori del tempo. In un articolo apparso sul settimanale Cinema Illustrazione si dava infatti notizia di «uno strano convoglio alla Stazione Termini», descrivendo con simpatia il chiassoso rientro della troupe a Roma con la presenza di un regista «imberbe» ed evidenziando il fatto che la somma dell'età di regista ed attori principali superava di poco quota cento.  Anche il quotidiano La Stampa presentò il film come «la più interessante o almeno la più nuova tra le nuove iniziative. Un film di giovani, un film di intonazione italiana con interpreti principali nuovi per lo schermo».
L'unico attore con qualche precedente esperienza cinematografica, Marcello Spada, metterà anch'egli in evidenza la particolare freschezza di quel "set": «Erano tutti giovani, il regista era addirittura più giovane di me. Era un film un po' improvvisato; si vedevano alla sera i pezzi girati, ognuno diceva le proprie impressioni ed allora qualcosa si rivedeva e correggeva il giorno dopo».

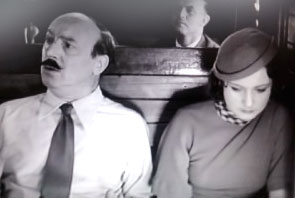
Cesare Zoppetti e Maria Denis sono l'anziano corteggiatore e la giovane che costui, sorpreso dalla moglie, abbandona per l'intera giornata.

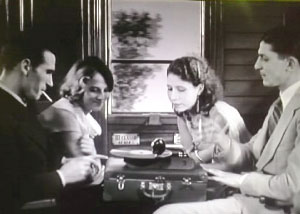
Nel film viene rappresentata la realtà popolare di una domenica della gente comune. Una novità per i tempi

La giovane età dei suoi realizzatori non fu l'unico elemento di interesse del film. Treno popolare fu infatti interamente girato in esterni (in particolare sulla ferrovia Firenze-Roma, al tempo non ancora elettrificata, e a Orvieto e dintorni) e questo aspetto costituì una rilevante novità per i canoni delle produzioni cinematografiche del tempo: si trattò, secondo La Stampa del «primo nostro [italiano -ndr] tentativo di creare un'opera esclusivamente affidandosi agli esterni». Come scrisse Cinema Illustrazione, «per realizzare questo film non si è costruita una sola scena». Anche i tempi di realizzazione del film furono molto rapidi, meno di due mesi, tra il settembre e l'ottobre del 1933.
Questi restarono negli anni gli elementi principali per cui il film viene ricordato: «si tratta di «uno squarcio en plein air - ha scritto il Mereghetti - rispetto ad un cinema fatto quasi sempre in studio, con uno spaccato sociale "democratico", che punta l'attenzione sulla variegata classe popolare italiana, con personaggi che non sono semplici macchiette». Trent'anni dopo lo stesso Matarazzo rievocò in prima persona i suoi ricordi del "set": «abbiamo interamente girato Treno popolare a Orvieto, perché non avevamo i soldi per un teatro di posa. Il risultato nel film era evidentemente una maggiore semplicità, una maggiore verità».

## Accoglienza
Lo spirito innovativo del film non lo salvò da una pessima accoglienza degli spettatori, che lo contestarono violentemente quando, nel novembre 1933, fu presentato al cinema "Barberini" di Roma. È ancora Matarazzo a rievocare quell'episodio con amarezza: «Alla "prima", mi ricordo, la gente, che vedeva tutto questo per la prima volta, ha gridato, fischiato come non avevo mai visto fischiare un film: erano rossi a forza di fischiare nelle chiavi e in cos'altro avevano. Fu una serata molto triste per me». 
La realizzazione tutta in esterni del film ha offerto a Matarazzo l'occasione per mostrare agli spettatori, come se fossero essi stessi utenti di un treno popolare, alcuni degli scorci artistici più importanti di Orvieto e dei suoi dintorni. All'arrivo ad Orvieto Scalo, i gitanti utilizzano la Funicolare, che li trasporterà in cima alla rupe. All'epoca delle riprese, la trazione delle funi è ancora basata sul sistema idraulico del 1888, ristrutturato nel 1935, ed in seguito (1990) sostituito da un impianto a trazione elettrica. Giunti in città, Lina, Giovanni e Carlo transitano sotto la Porta Rocca, un altissimo arco esterno della Fortezza del Cardinale Albornoz. Successivamente visitano l'Anfiteatro, una vasta arena risalente all'epoca postunitaria, poi demolita e ricoperta pochi anni dopo il film.
Le inquadrature del Duomo mostrano un cantiere di restauro sulla parte sinistra della facciata. I portoni in legno saranno sostituiti nel 1970 da opere in bronzo di Emilio Greco. Una scena inquadra l'anziano con la moglie di fronte a San Giovenale, chiesa in stile romanico-gotico, tra le più antiche di Orvieto, risalente all'anno 1004, mentre una scena con i tre giovani inquadra la scalinata del Palazzo del Capitano del Popolo.
Nelle scene pomeridiane, all'inizio della gita in bicicletta i protagonisti transitano sotto Porta Romana, via di accesso ad Orvieto posta lungo l'attuale strada statale 71 umbro-casentinese-romagnola, e sormontata dalle statue in tufo dell'aquila e dell'oca (simboli che, insieme al leone ed alla croce, campeggiano nello stemma comunale).
Le fasi della giornata orvietana sono scandite dall'orologio della Torre del Maurizio, dove un automa in bronzo, vestito in foggia orientale, percuote la campana sovrastata dalla sagoma di un angelo che indica la direzione del vento. La scena in cui appare per pochi istanti lo stesso regista Matarazzo nei panni di un direttore di banda musicale è ripresa nella Piazza del Comune, sulla quale prospettano la Chiesa di Sant'Andrea e la annessa torre dodecagonale tufacea.
Oltre a subire i fischi del pubblico, una circostanza non rara a quel tempo per i film di produzione italiana, Treno popolare  suscitò qualche malumore nel regime, benché si ispirasse ad una sua iniziativa molto apprezzata. «Treno popolare non piace al regime fascista: troppo disinteresse, anche in un breve divertimento, per i destini della patria, troppo naturalismo alla francese».
La versione del regista fu che Treno popolare «era un film che mostrava la gente com'era, malvestita come nella realtà, ed i fascisti non potevano ammetterlo, dato che la verità è sempre l'ultima cosa che viene detta; hanno protestato contro il film».  Tuttavia la circolazione del film nelle sale non venne impedita per cui alla fine, anche a motivo dei suoi modesti costi, si poté recuperare il denaro investito, anche se poi la società produttrice SAFAR non riuscì a realizzare altre pellicole.

### Critica
A fronte dell'insuccesso di pubblico, Treno popolare fu generalmente apprezzato dai commentatori, anticipando, ma al contrario, quel contrasto tra critica e pubblico che Matarazzo vivrà poi con i suoi film dei primi anni cinquanta. Particolarmente positivo fu il commento del Corriere della Sera, secondo cui «non basta avere vent'anni, bisogna anche avere le qualità dei vent'anni. E Treno popolare, ha freschezza, semplicità, spontaneo interesse per le cose, impulsiva sincerità nel raccontarle. C'è però anche un notevole senso di proporzione e di misura, un'attenzione sempre vigile portata all'azione e ai caratteri principali. È un film divertente e simpatico, intonato e gentile, giusto nel ritmo, cinematografico sempre. Buono l'accompagnamento musicale di Rota, aderente all'azione e giustamente popolare». Poco tempo dopo anche la Stampa si associò alle lodi: «Il film contiene tutti i pregi e l'ingenuità della giovinezza, staccandosi dai soliti "tabarini" e dalla solita cartapesta», definendolo un «ottimo e promettente inizio di due giovani di ingegno, spettacolo quasi sempre piacevole rallegrato da scorci e trovatine [che danno] un piacere sottile e sincero».
Anche il settimanale Cinema Illustrazione, confermando la simpatia con cui ne aveva parlato quando era in produzione, lo giudicò «uno dei pochi film, tre o quattro in tutto, dell'attuale cinematografia italiana che autorizzino a credere ancora nelle sue possibilità. Bosio e Matarazzo hanno composto un piccolo gioiello che, facendo giustizia di tanta robaccia, apre gli occhi ed il cuore a chi crede nella nostra cinematografia (...) Che bella compagine ! Che respiro !». Parole di plauso ebbe anche La rivista del Cinematografo, pubblicazione di ispirazione cattolica, per «la gustosa rassegna dei tipi, di macchiette popolari, l'avvicendamento dei quadri, tutti espressivi», prevedendo che «Bosio e Matarazzo potranno fare ancora cose buone per la nostra cinematografia», pur non tralasciando di notare come «l'avventura sul fiume, con quel che ne segue, non è delle più castigate».

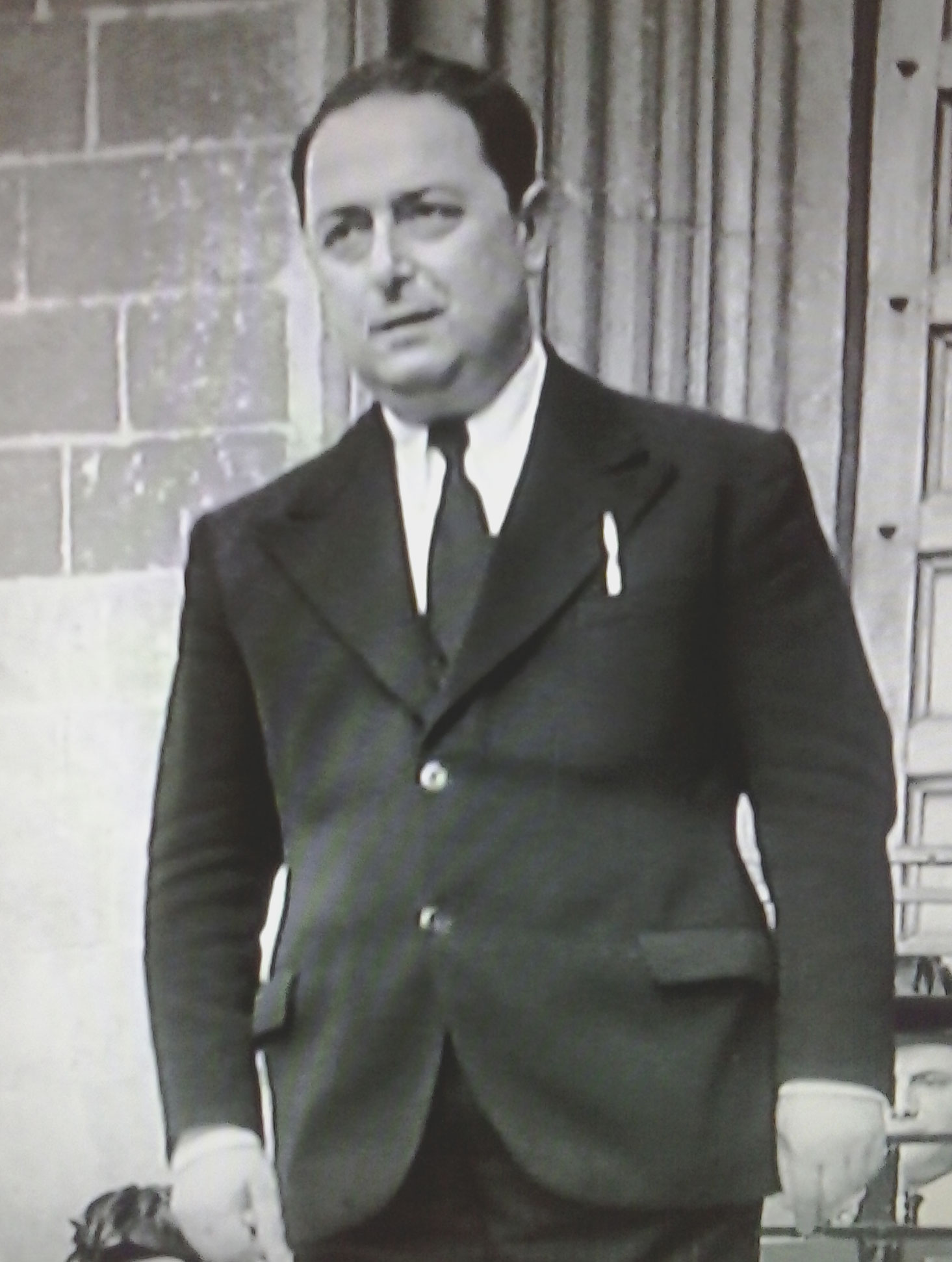
Il regista Raffaello Matarazzo nella brevissima apparizione in una scena del film

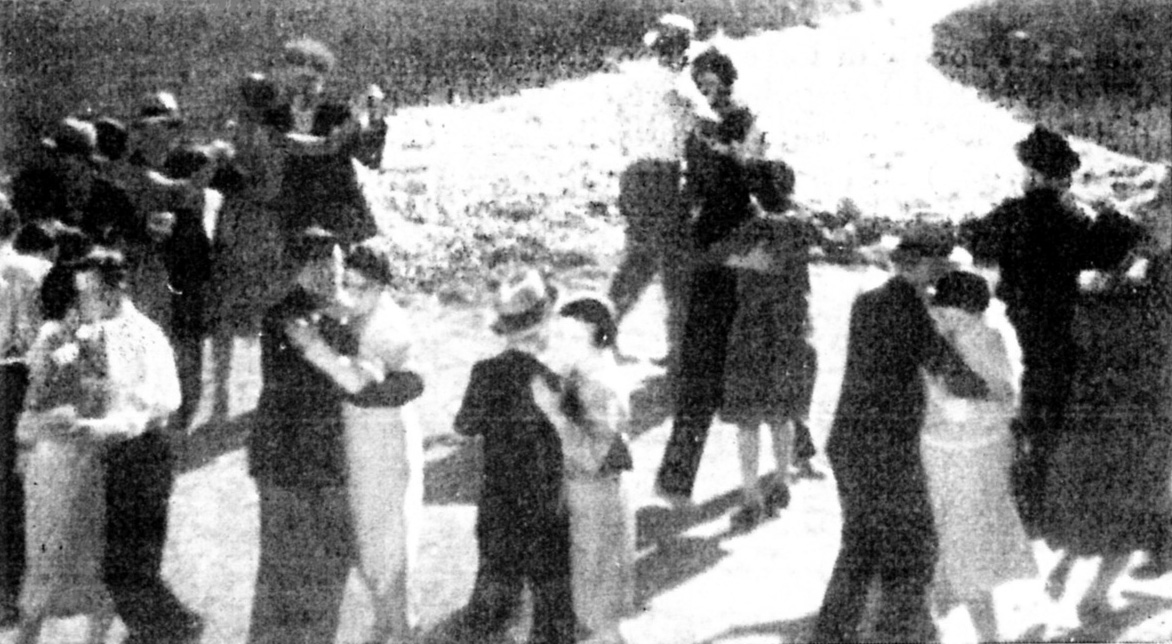
La festa campestre, quasi in conclusione del film, è la scena nella quale gli abitanti del luogo, inizialmente diffidenti, si uniscono ballando ai "cittadini" venuti da Roma con il treno popolare

Tra molti giudizi positivi ed incoraggianti, uno dei pochi controcorrente fu quello espresso nel novembre 1933 sul periodico Italia letteraria da N. Ch. [Nicola Chiaromonte], secondo cui «i due giovani [Bosio e Matarazzo ndr] hanno avuto paura di non so che; hanno puntato sul soggetto invece che sulla fantasia, non hanno saputo svolgere francamente la cosa sullo schermo, si sono tenuti rigorosamente alla macchietta, all'episodio (...), traditi dalla inesperienza».
Nell'esaminare in prospettiva storica il primo film diretto da Matarazzo si è spesso parlato di una sorta di "neorealismo" ante litteram perché si svolge in esterni reali e perché guarda ad aspetti non spettacolari della realtà. Fu lo stesso regista ad evocare, trent'anni dopo, questa ispirazione. «Quel film - dichiarò - era quello che più tardi verrà chiamato neorealismo» Anche Aldo Viganò giudica Treno popolare «un significativo prototipo della commedia italiana; i primi dati del lavoro sono freschezza ed entusiasmo [e] l'idillio Lina-Carlo rinvia ad un certo cinema francese, tipo Une partie de campagne».
Si tratta comunque di riferimenti indiretti perché, come ha precisato Angela Prudenzi «siamo certo lontani dallo sguardo critico del neorealismo, ma qui si può cogliere qualche segno premonitore di un movimento di là da venire: non è un sintomo da poco». Tuttavia altri commentatori hanno riconosciuto al film altre qualità: «Treno popolare anticipa di una ventina d'anni le commedie a storie parallele tipo Domenica d'agosto e quelle turistico – vacanziere, tipo Souvenir d'Italie: luoghi reali, vagoni di terza classe, alcuni attori presi dalla strada ed un triangolo amoroso piuttosto ardito per l'epoca; è uno dei film più curiosi e liberi di quegli anni e mette in scena gente che lavora tutta la settimana e la domenica vuol fare festa», oppure il fatto che vi venga « tratteggiata una società nella quale acquistavano centralità i momenti di evasione e divertimento, e veniva evidenziato il rilievo assunto dalla realtà urbana all'interno del contesto nazionale»
Treno popolare ha suscitato attenzione anche in commentatori stranieri. Lo studioso statunitense James Hay, che ha condotto uno studio approfondito sul cinema italiano degli anni trenta, ha definito il film di Matarazzo dotato di «uno stile e slancio verista», avvertendo che «interpretare questo film semplicemente come un esempio di propaganda prodotto per promuovere un'iniziativa del governo o per mascherare la situazione reale dello stato, come alcuni sono stati inclini a fare, vorrebbe dire ignorare l'innovazione del film, la sua ironia, la sua difficoltà di competere con gli altri film commerciali».
L'insuccesso di Treno popolare ebbe conseguenze decisive sulla futura attività di un cineasta che nei primi anni trenta aveva svolto dalle pagine del Tevere, di cui era redattore, un vivace ruolo di stimolo e di innovazione nello sviluppo della cinematografia italiana. «Quella tristezza e la cocente delusione - ha scritto Prudenzi - finiscono per segnare in maniera indelebile le scelte future di Matarazzo che da allora, quasi punendosi, decide di operare secondo le leggi del mercato». Negli anni trenta e quaranta egli dirigerà soltanto commedie brillanti, talora derivate dal teatro dialettale, oppure pellicole di genere giallo, mentre nel dopoguerra sarà identificato (e per questo spesso aspramente criticato) come il regista del "melò strappalacrime". Lo spirito e la freschezza di Treno popolare resteranno per lui un caso isolato.